# José Zagal
José Heráclito Zagal Moya (Talca, 19 de diciembre de 1949) es un químico chileno, Premio Nacional de Ciencias Naturales 2024.

## Primeros años de vida
Es hijo de padre argentino y de madre chilena, ambos contadores. Recibió el premio como el mejor egresado del Liceo Abate Molina de Talca y recibió también el premio al mejor alumno de Física, ambos en el año 1966. Su madre Elena cultivó una gran amistad con la daa talquina Isidora Campano, madre del conocido dramaturgo y actor, Premio Nacional de las Artes de la Representación, Alejandro Sieveking.  Su padre Heráclito, militante comunista fue amigo de los conocidos politicos Rafael Tarud Siwady, Guillermo Donoso Vergara, Volodia Teitelboim, Elias Lafferte Gaviño y Fernando Flores Labra. Tabien tuvo encuentros con Pablo Neruda y Salvador Allende.  Su padre tuvo una activa partipación en la fundación de la sede Talca de la Universidad Técnica del Estado en 1963 sin imaginar que su hijo José mas tarde tuviera una brillante carrera de 52 en esa institucion, hoy Universidad de Santiago de Chile. Su padre ademas en su juventud cultivo amistad con el conocido actor británico George Sanders cuando se desempeñaba en la Compañia British American Tobbacco (BAT) en los años 30 en Valparaiso.
Es químico y licenciado en Química por la Universidad de Chile (1973), y Doctor en Química por la Case Western Reserve University, Ohio, Estados Unidos (1978). Fue becario postdoctoral en el Brookhaven National Laboratory, Department of Energy, en Upton, Nueva York, en 1982. Fue becario doctoral de la Organización de Estados Americanos, Washington, obteniendo su grado de doctor en tres años.

### Matrimonios e hijos
Estuvo casado con la británica Tilly Roberts Adamson, educadora, profesora egresada de la Universidad de Roehampton, Londres y de The University of Alabama, con quien tuvo dos hijos: José Pablo Zagal Roberts (Ph.D. de Georgia Tech, Atlanta, Estados Unidos, y profesor asociado de Ingeniería en la Universidad de Utah, Estados Unidos), y Carolina Jane Zagal Roberts (bióloga marina, Ph.D. en la disciplina, graduada en la Universidad de Sídney, Australia, y que actualmente dirige la Fundación Oceanósfera en la ciudad de Valdivia, que ha recibido premios internacionales).
Formó pareja con Erika Lang durante 15 años.

## Vida pública
José H. Zagal es actualmente Profesor Titular, Emérito. Es Académico Distinguido de la Facultad de Química y Biología, Universidad de Santiago de Chile. Es Fellow de la Real Sociedad de Química del Reino Unido.
Ha contribuido en el desarrollo de electrodos para aplicaciones en la conversión de energía y en sensores electroquímicos. Sus investigaciones las desarrolla en electrocatálisis, electrodos modificados con macrocíclos de metales de transición, electroquímica de moléculas biológicas, catálisis de reducción de oxígeno, evolución de hidrógeno polímeros conductores y pionero en el trabajo de establecer correlaciones no lineales entre las propiedades termodinámicas de catalizadores y su reactividad electroquímica. También ha contribuido en el campo de la corrosión metálica y en correlaciones tipo volcán para propiedades electrocatalíticas de complejos metálicos.
Ha establecido modelos semi-empíricos que permiten predecir la actividad de catalizadores que se emplean como materiales de electrodo en celdas de conversión de energía. Ha sido un gran promotor del concepto de Hidrógeno Verde el cual se puede obtener por la electrólisis del agua utilizando energía eléctrica sustentable.

## Premios y distinciones
- Como director del Departamento de Química en 1983 le correspondió crear el Programa de Doctorado en Química de la Universidad de Santiago de Chile que fue el primer programa de doctorado de la universidad el cual ha graduado hasta la fecha cerca de 160 doctores. José Zagal ha supervisado 22 tesis de doctorado, 9 de magíster y 38 tesis de pregrado. Ha supervisado además a 20 postdoctorandos.
- Fue galardonado por el presidente de la República Eduardo Frei Ruiz-Tagle con la Cátedra Presidencial en Ciencias en 1996 por un comité presidido por el Premio Nobel de Química Rudolph Marcus e integrado por David Gross (Premio Nobel de Física).
- Recibió la medalla de Plata al «Mérito Universitario» en 1998, la Medalla de Oro en 2002 y la medalla Manuel Bulnes en 2013. También ha recibido dos medallas de oro Presidente Bulnes de la misma universidad. Distinguido por Conicyt en 2012 por haber sido galardonado con más de 10 proyectos Fondecyt de investigación consecutivos sin rechazos. Hasta la fecha continua en forma ininterrumpida con la adjudicación de Proyectos Fondecyt y continua invicto en esa categoría de proyectos. Ha sido codirector de dos Núcleos Milenio, dirigió un Proyecto de Líneas Complementarias, fue coinvestigador de un Proyecto Anillo y actualmente dirige en Proyecto Anillo sobre Conversión de Energía. Fue nombrado por el presidente de la República, Sebastián Piñera Echeñique, como miembro del Consejo Superior de Ciencias de Conicyt para el período 2010-2013.
- Para fortalecer los vínculos entre electroquímicos chilenos y del exterior, José Zagal creó en 2002 la Secretaría Nacional de Chile de la International Society of Electrochemistry, siendo su primer delegado, y en el año 2011 creó la Sección Chile de la Electrochemical Society de Estados Unidos, siendo actualmente su presidente.
- En 2014 recibió el Premio «Dr. Alberto Zanlungo» de la Universidad de Santiago de Chile. Recibió la Medalla Fellow de la International Society of Electrochemistry con sede en Suiza y la Medalla de Fellow de The Electrochemical Society con sede en Estados Unidos, ambos en el año 2014.
- En el año 2017, la Universidad de Chile, Facultad de Ciencias Químicas y Farmacológicas, le otorgó un Diploma como egresado destacado en la academia. En el año 2022 recibió el Premio «Agustín Arévalo» de la Sociedad Iberoamericana de Electroquímica, siendo el segundo científico en recibir ese galardón y el primer latinoamericano en adjudicárselo. El año 2025 fué preiado por la Global Energy Association coo los top 5 del Global Energy Prize sindo el primero en la historia del Premio de un país iberoamericano y de la Peninsula Iberica (España yPortugal,
- En 2018 recibió la distinción de Fellow de la Royal Society of Chemistry con sede en Cambridge, Reino Unido y recibió la categoría de Miembro Emérito de la Electrochemical Society de los Estados Unidos en 2018. Además, en 2018 se incorporó a la Academia de Ciencias de Latinoamérica (ACAL) como miembro activo.
- En el año 2021 se incorporó como miembro correspondiente de la Academia de Ciencias del Instituto de Chile. Es miembro de la New York Academy of Sciences. Es además Presidente de la Sociedad Chilena de Materiales Carbonosos y fue elegido Presidente de la Sociedad Iberoamericana de Electroquímica (2018-2021).
- En 2024, el Ministerio de Educación le otorgó el Premio Nacional de Ciencias Naturales de Chile. Recibió la Medalla Rectoral de la Universidad de Chile de manos de sus rectora, Rosa Devés Alessandri, como Premio Nacional egresado de la Universidad de Chile.
- Actualmente es presidente de la División de Electroquímica Molecular de la International Society of Electrochemistry. Ha recibido varias distinciones de su universidad, entre ellas la de Académico Distinguido.

## Publicaciones
Ha publicado más de 255 artículos, coeditado 6 libros, 11 capítulos de libros y 3 patentes. Factor H de impacto = 50 (Web of Science), H = 51 de Scopus y H = 62 (Google Scholar) con más de 12 000 citas de esta última fuente. Ha presentado más de 510 ponencias en congresos nacionales e internacionales, entre ellas varias conferencias plenarias y un buen número de conferencias invitadas. De acuerdo a un ranking de investigadores chilenos publicado por Google el 2016, aparece en el lugar 32 en Chile y como el químico chileno más citado.

### Libros
- N4 Macrocyclic Metal Complexes. J.H. ZAGAL, F. Bedioui, J.P. Dodelet (Eds), Springer New York ( 2006).
- Electroquímica: voltametrías sobre electrodo sólido. Fethi Bedioui, Silvia Gutiérrez Granados, Alejandro Alatorre Ordaz y J.H. ZAGAL, Sello Editorial Usach, (2009).
- Electrochemistry of MN4 macrocyclic metal complexes Volume 1 Energy: «Electrochemistry of MN4 Macrocyclic complexes» J.H. Zagal, F. Bedioui (Eds) Springer Switzerland (2016) (segunda edición) 316 páginas.
- Electrochemistry of MN4 macrocyclic metal complexes Volume 2 Biomimesis: «Electroanalysis, and Electrosynthesis of MN4 complexes» J.H. Zagal, F. Bedioui, (Eds) Springer Switzerland (2016) (segunda edición) 436 páginas.

Actualmente prepara un libro sobre Organic Electrochemistry con la editorial Elsevier, y otro sobre cinética electroquímica con la Editoria Usach.

## Editoriales
Ha participado en varios cuerpos editoriales de revistas científicas:
- Es miembro del Comité Editorial y Científico del European Electrolyser & Fuel Cell Symposium, Lucerna, Suiza (2025).
- Es y ha sido miembro del Comité Editorial de varias revistas internacionales: Journal of Applied Electrochemistry (1988-2010), Journal of the Chilean Chemical Society (1984-2007) y miembro actual del grupo editorial de las revistas: Journal of Solid State Electrochemistry (Springer), Electrocatalysis (Springer, hasta 2015), International Journal of Electrochemistry (Hindawi), Electrochemistry Communications (Elsevier), Electrochimica Acta (Elsevier) Journal of the Serbian Chemical Society, Electrochemical Energy Technology (De Grutyer), Frontiers in Chemistry.
- Además, ha sido editor invitado en números especiales de: Journal of Applied Electrochemistry, Current Opinion in Electrochemistry y International Journal of Electrochemistry.

## Hobbies
José Zagal posee varios talentos aparte de la Electroquímica. Además de su dedicación a la ciencia, toca la gaita escocesa, la guitarra y el charango. También escribe poesía, pinta y dibuja caricaturas. Algunas de sus caricaturas han sido publicadas en la revista Interface de la Electrochemical Society y en el Journal of the Serbian Chemical Society y algunos libros. Actualmente está ilustrando el libro "Das Auto der Zukunft und die modernen Technologien" del autor y científico alemán Wolfgang Schmickler.
También ha tenido experiencia en el teatro: interpretó a Caifás en la ópera rock Jesucristo Super Estrella en 1972-1973, obra que fue dirigida por Jorge López Sotomayor y estuvo en cartelera varios meses. En esta obra participaron conocidos artistas como el cantante Juan Carlos Duque, el cineasta Gustavo Graef Marino, el pintor Hernán Valdovinos, el integrante de los Blops Carlos Fernández, Carmen Montt y Eugenio Claro entre otros.
Es voluntario de la 14.ª Compañía de Bomberos, British and Commonwealth Fire & Rescue Company, J.A.S. Jackson, del Cuerpo de Bomberos de Santiago, desde 1972 y es además el gaitero oficial de la compañía. Le ha correspondido tocar la gaita, como bombero, para el príncipe Eduardo y , actualmente Duque de Edinburgo y a la princesa Ana de Inglaterra en 4 ocasiones. Ha participado en visitas técnicas a la fábrica de carros bomba a hidrógeno Emergency One en la ciudad de Glasgow Escocia.
Es un devoto entusiasta de los trenes, especialmente de las locomotoras a vapor. Con otros aficionados fundó la Asociación Chilena de Conservación del Patrimonio Ferroviario a comienzos de los 80, gracias a la cual se logró conservar piezas y estaciones ferroviarias históricas que fueron declaradas monumentos nacionales, evitando su destrucción. Inició un museo particular donde guarda y restaura 12 vagones de ferrocarril y dos locomotoras, una a vapor y dos eléctricas con baterías que las carga la energía solar. Esta implementando un sistema de pilas a combustible a hidrógeno verde para mover este tren en forma experimental. Además ha construido una serie de réplicas de vagones y locomotoras que funcionan. Este pequeño mueso ha sido objeto de numerosos reportajes, incluso de cadenas de televisión estadounidenses y británicas y por varios años apareció en la guía turística Lonely Planet. Es codueño junto a otros aficionados (L. Monasterio y J.L. Gautron) de la Estación de Puangue, del ramal de Santiago a Cartagena, una de las pocas estaciones rurales en Chile que ha sido restaurada a su condición original con fondos exclusivamente privados. Es un ferviente hincha del regreso de los trenes a Chile, especialmente el de los servicios de pasajeros al norte y al sur del país para que recuperen la amplia cobertura geográfica y de servicio público que alguna vez tuvieron en Chile al servicio de la gente.